# David Geyer
David Geyer  (* 6. November 1855 in Köngen; † 6. November 1932 in Stuttgart) war ein deutscher Malakologe und Paläontologe.

## Leben
Geyer war der Sohn eines Bauern und war Volksschullehrer in Neckartailfingen, Backnang und zuletzt in Stuttgart. Dort begann er sich mit Molluskenkunde zu befassen und wurde dabei von Eduard von Martens und David Friedrich Weinland gefördert. 
Er untersuchte besonders rezente und quartäre Süßwasserschnecken in Südwestdeutschland und veröffentlichte ein Bestimmungsbuch über die deutsche Molluskenfauna. Er beschrieb erstmals unter anderem die Schwäbische Grasschnecke. Mehrere Mollusken sind ihm zu Ehren benannt, wie die Vierzähnige Windelschnecke (Vertigo geyeri), Bythiospeum geyeri und die Zwerg-Heideschnecke (Xerocrassa geyeri).
1915 wurde er Ehrenmitglied des Vereins für vaterländische Naturkunde in Württemberg. 1920 wurde er Ehrendoktor der Universität Tübingen.

## Schriften
- Unsere Land- und Süsswasser-Mollusken. Einführung in die Molluskenfauna Deutschlands. Nebst einem Anhang über das Sammeln der Mollusken, Stuttgart 1896, 2. Auflage 1909, 3. Auflage 1927 Archive.
- Die Weichtiere Deutschlands, Stuttgart 1909, Archive
- Die Mollusken des schwäbischen Lösses in Vergangenheit und Gegenwart. In:  Jahresberichte Verein für vaterländische Naturkunde  Württemberg, Band 73, 1917, S. 23–92 BHL.
- Die schwäbische Tierwelt in ihrer Abhängigkeit von Land und Klima, dargestellt am Beispiel der Molluskenfauna Schwaben. In: Schwäbisches Heimatbuch (1915), S. 108–117.